# ستيفن كروجر
ستيفن كروجر (بالإنجليزية: Steven Krueger)‏ هو ممثل أمريكي، ولد في 25 مايو 1989 في الولايات المتحدة.

## أعمال

### أفلام
- (2013) خطة هروب[3]
- (2015) صرخة الرعب[4][5]

### مسلسلات
- الكاذبات الصغيرات الجميلات
- ذا ميدل
- زيك ولوثر[6]
- كولد كيس
- هاواي فايف أو

## وصلات خارجية
- ستيفن كروجر على موقع IMDb (الإنجليزية)
- ستيفن كروجر على موقع ألو سيني (الفرنسية)
- ستيفن كروجر على موقع تيرنر كلاسيك موفيز (الإنجليزية)
- ستيفن كروجر على موقع أول موفي (الإنجليزية)
- ستيفن كروجر على موقع قاعدة بيانات الفيلم (الإنجليزية)
- ستيفن كروجر على موقع كينوبويسك (الروسية)